# 臼井雅美
臼井 雅美（うすい まさみ、1959年 - ）は、日本の英文学者。同志社大学文学部教授。福原賞受賞。

## 人物・経歴
兵庫県神戸市生まれ。1982年神戸女学院大学文学部英文科卒業。1985年神戸女学院大学大学院文学研究科英文学専攻修士課程修了、文学修士。関西学院大学大学院文学研究科英文学専攻博士課程を経て、ミシガン州立大学大学院英米文学専攻修士課程修了、M.A.。1989年同博士課程修了、Ph.D.。
1987年ミシガン州立大学アジア研究所研究助手。1988年ミシガン州立大学英文学科研究助手。1989年ミシガン州立大学英文学科客員研究員。1990年広島大学総合科学部専任講師。1992年同助教授。1994年福原麟太郎記念英米文学研究基金福原賞受賞。1999年同志社大学文学部英文学科助教授。2001年同教授。2018年ランカスター大学英文学科客員研究員。

## 著書
- "A Passage to Self in Virginia Woolf's Works and Life" Gendaitosho 2017年
- "Asian/Pacific American Literature 1" Gendaitosho 2018年
- "Asian/Pacific American Literature 2" Gendaitosho 2018年
- "Asian/Pacific American Literature 3" Gendaitosho 2018年
- 『記憶と共生するボーダレス文学 : 9.11プレリュードから3.11プロローグへ』英宝社 2018年
- 『カズオ・イシグロに恋して』英宝社 2019年
- 『赤バラの街ランカスター便り』PHPエディターズ・グループ 2019年
- 『ビアトリクス・ポターの謎を解く』英宝社 2019年
- 『不思議の国のロンドン』PHPエディターズ・グループ 2020年
- 『ふだん着のオックスフォード』PHPエディターズ・グループ 2021年
- 『イギリス湖水地方アンブルサイドの女神たち』英宝社 2021年
- 『記憶と対峙する世界文学』英宝社 2021年
- 『イギリス湖水地方モアカム湾の光と影』英宝社 2022年
- 『ブラック・ブリティッシュ・カルチャー : 英国に挑んだ黒人表現者たちの声』明石書店 2022年
- 『イギリス湖水地方におけるアーツ・アンド・クラフツ運動』英宝社 2023年
- 『イギリス湖水地方 : ピーターラビットの野の花めぐり』春風社 2023年